# Rusa (género)
Rusa es un género de cérvidos en el sudeste de Asia. Está constituido por cuatro especies.

## Especies
- Rusa alfredi
- Rusa marianna
- Rusa timorensis
- Rusa unicolor